# Celavisa
Celavisa é uma povoação portuguesa sede da Freguesia de Celavisa do município de Arganil, freguesia com 15,27 km² de área e 142 habitantes (censo de 2021), tendo, por isso, uma densidade populacional de 9,3 hab./km².
Foi vila e sede de concelho entre 1217 e 1836. Este era constituído apenas por uma freguesia e tinha, em 1801, 691 habitantes.

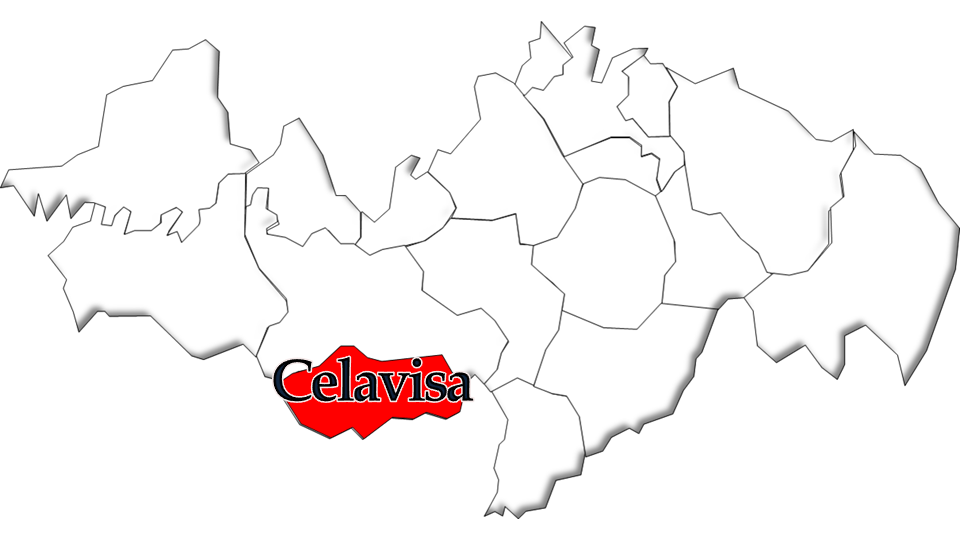
Localização no Município de Arganil

## Demografia
A população registada nos censos foi:
| Distribuição da População por Grupos Etários | Distribuição da População por Grupos Etários | Distribuição da População por Grupos Etários | Distribuição da População por Grupos Etários | Distribuição da População por Grupos Etários |
| -------------------------------------------- | -------------------------------------------- | -------------------------------------------- | -------------------------------------------- | -------------------------------------------- |
| Ano                                          | 0-14 Anos                                    | 15-24 Anos                                   | 25-64 Anos                                   | > 65 Anos                                    |
| 2001                                         | 20                                           | 34                                           | 128                                          | 101                                          |
| 2011                                         | 13                                           | 8                                            | 76                                           | 85                                           |
| 2021                                         | 8                                            | 8                                            | 62                                           | 64                                           |

## História
Tal como a maior parte das localidades do Município de Arganil, Celavisa partilha, também do importante legado histórico deixado pelo povo romano aquando da ocupação da península ibérica.
Assim, visitar Celavisa é conhecer uma terra na qual o tempo foi deixando a sua marca. O seu património arquitetónico e natural permite-nos reconhecer todo o legado histórico deixado pelo Romanos neste Concelho aquando da sua ocupação da Península Ibérica
Foi vila e foi sede de concelho de 1217 até 1836, passando a partir de 1855 a fazer parte do Concelho (atual Município) de Arganil.
A partir de 1930 começam a ser implementadas importantes obras na freguesia. Em 1932 começa a ser instituído o ensino básico na aldeia a partir da inauguração da sua escola primária. E é então que em 1936 pelas 16h00 é implementada a luz elétrica na localidade, permitindo melhores condições aos seus habitantes.
Em 28 de Junho de 1949 é inaugurada a sede da junta de Freguesia de Celavisa, facto que mereceu especial atenção no jornal “A Comarca de Arganil”.

## Património
- Capelas de Santo António, de Nossa Senhora da Conceição, de S. Domingos, de S. João do Deserto, do Mártir S. Sebastião e da Senhora da Boa Viagem
- Três casas seiscentistas
- Lugar de Travessas